# Don't Close Your Eyes (Kix)
Don't Close Your Eyes è una power ballad del gruppo musicale statunitense Kix, estratta come singolo dal loro album Blow My Fuse nel maggio 1989. Si tratta del maggiore successo del gruppo e ha raggiunto la posizione numero 11 della Billboard Hot 100 negli Stati Uniti. Il singolo è stato certificato con il disco d'oro per le vendite dalla RIAA il 5 febbraio 1990.
Nel 2014 è stata indicata come la 12ª più grande power ballad di tutti i tempi da Yahoo! Music.

## Tracce
1. Don't Close Your Eyes
2. Get It While It's Hot
3. She Dropped Me the Bomb

## Classifiche
| Classifica (1989)             | Posizione massima |
| ----------------------------- | ----------------- |
| Stati Uniti                   | 11                |
| Stati Uniti (mainstream rock) | 16                |